# 618 Ельфріда
618 Ельфріда (618 Elfriede) — астероїд головного поясу, відкритий 17 жовтня 1906 року у Гейдельберзі.
Тіссеранів параметр щодо Юпітера — 3,125.